# Juta Saská (1223)
Juta Saská, také Judita (dánsky Jutta af Sachsen, 1223?– po roce 1250, před rokem 1267) byla jako manželka dánského krále Erika Plogpenninga dánskou královnou v letech 1241–1250.

## Biografie
Narodila se jako druhé dítě saského vévody Albrechta I. z rodu Askánců a jeho první manželky Anežky, dcery rakouského vévody Leopolda VI. Babenberského.
9. října 1239 se provdala za prince Erika, budoucího dánského krále Erika IV. Během bouřlivého manželova panování vládla hradem Skanderborg a zacházela nemilosrdně s nedalekým klášterem v Øm, konfiskujíc statky a jiné majetky v jeho vlastnictví.
Z manželství s králem Erikem IV. vzešlo šest potomků, dva synové a dcery, oba synové však zemřeli jako nemluvňata. Dvě starší dcery se staly královnami (Švédska a Norska), dvě mladší pak abatyšemi kláštera v Roskilde.
- Žofie (cca 1240–1286), pozdější švédská královna, manželka krále Valdemara I. Birgerssona;
- Knut (*/† 1242)
- Ingeborg (ca 1244–1287), pozdější norská královna, manželka krále Magnuse VI.;
- Juta (ca 1246–1284), abatyše kláštera v Roskilde
- Kryštof (*/† 1247)
- Agnes (1249–cca 1290), abatyše kláštera v Roskilde

Juta byla dánskou královnou osm let. Po zavraždění svého manžela Erika jeho bratrem Abelem 10. srpna 1250 odjela do Německa a tam se podruhé provdala, a to za hraběte Burgharda VIII. z Rosenburgu.
Z tohoto manželství se narodila dcera:
- Žofie z Querfurt-Rosenburgu († 1325)

V Německu Juta i zemřela a byla zde nepochybně i pochována. Přesné datum jejího úmrtí není známo, uvádí se období po roce 1250 až do roku 1267.